# 正円寺 (松山市の地名)

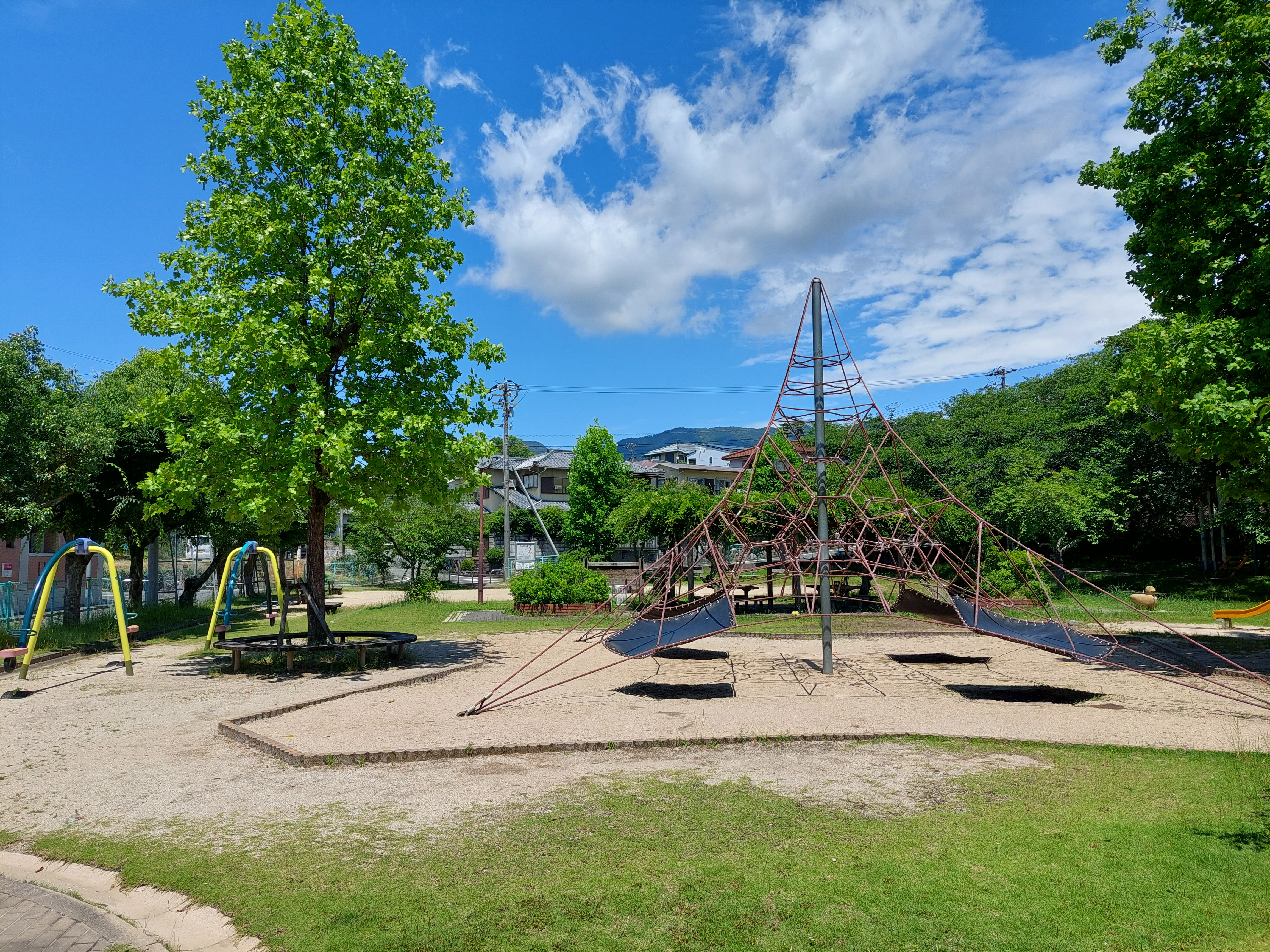
正円寺公園

正円寺 （しょうえんじ）は愛媛県松山市の地名。現行行政地名は正円寺一丁目から正円寺四丁目。2012年1月1日現在の人口は2,359人、世帯数は1,019世帯。郵便番号は790-0904。
温泉郡正円寺村、桑原村大字正円寺に由来する。

## 概要
松山市東部に位置する。地名は当地に所在する宝林山正円寺に由来。東野、樽味、桑原と接している。
古くは伊予国温泉郡桑原郷に属したと考えられており（『和名抄』）、中世に桑原氏・松末氏の支配下にあった。文禄3年（1594年）に伊予国の支配となった加藤嘉明によって後に伊予松山藩が立てられ、この支配地となった。後に蒲生忠知が松山藩に移封されたものの、寛永11年（1634年）に急死したことから、寛永12年（1635年）に松平定行が松山に入り、明治維新まで続いた。
1889年（明治22年）の町村制施行に伴い桑原村の大字となった。1940年（昭和15年）、松山市編入に伴って松山市の大字、1942年（昭和17年）に松山市正円寺町となる。1973年（昭和48年）、地番変更に伴って一部が現在の東野2丁目および5丁目と、樽味3丁目に分離、現在の松山市正円寺となっている。
1960年代頃までは田園地帯であったが、1970年代頃から徐々に住宅が建ちはじめ、現在は住宅やアパートが密集していて、全く様変わりしている。

### 校区
市立の小・中学校に通う場合、正円寺内は全て、桑原小学校、桑原中学校の学区となる。
- 桑原小学校へは、正円寺の正円寺公園から徒歩最短コースで1.0km、12分
- 桑原中学校へは、正円寺の正円寺公園から徒歩最短コースで1.0km、13分

### 交通
松山市駅へは地内正円寺公園から自動車最短コースで5.1km・14分、JR松山駅へはの正円寺公園から自動車最短コースで5.8km・15分、道後温泉駅へは、正円寺公園から自動車最短コースで2.4km・9分、松山空港へは正円寺公園から自動車最短コースで10.8km・31分かかる。
- 最寄りバス停　正円寺 (伊予鉄バス8番線)
- 最寄り電停　　道後温泉電停、道後公園電停 (伊予鉄市内線)
- 最寄り駅　　　北久米駅、久米駅 (伊予鉄横河原線)

## 施設・史跡
- 正円寺（真言宗豊山派）
- 正円寺公民館
- 正円寺公園
- 正円寺郵便局
- 大福寺（黄檗宗）
- 竈神社